# Интерлеукин 24
Интерлеукин 24 (ИЛ-24) је цитокин који припада ИЛ-10 фамилији цитокина који сигнализирају кроз два хетеродимерна рецептора: ИЛ-20Р1/ИЛ-20Р2 и ИЛ-22Р1/ИЛ-20Р2. Ова интерлеукин је исто познат као меланома диференцијација-асоцирани 7 протеин (мда-7), услед његовог открића као тумор супресивни протеин. ИЛ-24 изгледа да контролише ћелијски опстанак и пролиферацију путем индуковања брзе активације специфичних транскрипционих фактора под именом Стат-1 и Стат-3. Овај цитокин је предоминантно ослобођен од стране активираних моноцита, макрофага и T помоћних 2 (Тх2) ћелија и он дејствује на не-хематопоетским ткивима као што је кожа, плућа и репродуктивна ткива. ИЛ-24 изводи важне улоге и зарастању рана, псоријази и карциному. Неколико студија је показало да ћелијска смрт јавља код ћелија (ћелијских линија) рака након ИЛ-24 излагања. ИЛ-24 ген је лоциран на хромозому 1 код људи.